# Inženirska brigada 14. korpusa (NOVJ)
Inženirska brigada 14. korpusa (srbohrvaško Inžinjerijska brigada 14. korpusa) je bila brigada v sestavi Narodnoosvobodilne vojske in partizanskih odredov Jugoslavije in ki je delovala med drugo svetovno vojno na področju Kraljevine Jugoslavije.

## Organizacija
- štab
- 4x bataljon